# کولان (مریوان)
کولان (مریوان)، روستایی از توابع بخش مرکزی شهرستان مریوان در استان کردستان ایران است.

## جمعیت
این روستا در دهستان زریوار قرار دارد و براساس سرشماری مرکز آمار ایران در سال ۱۳۸۵، جمعیت آن ۶۴۱ نفر (۱۳۹خانوار) بوده‌است.